# Chambre 666
Chambre 666 is een Frans-Duitse documentaire uit 1982 onder regie van Wim Wenders.

## Verhaal
De Duitse regisseur Wim Wenders plaatst een camera in kamer 666 tijdens het filmfestival van Cannes. Vervolgens delen verschillende van zijn collega's hun visie mee over de toekomst van de wereldcinema.

## Rolverdeling
| Acteur                   | Personage |
| ------------------------ | --------- |
| Michelangelo Antonioni   | Zichzelf  |
| Maroun Bagdadi           | Zichzelf  |
| Ana Carolina             | Zichzelf  |
| Mike De Leon             | Zichzelf  |
| Rainer Werner Fassbinder | Zichzelf  |
| Jean-Luc Godard          | Zichzelf  |
| Romain Goupil            | Zichzelf  |
| Yilmaz Güney             | Zichzelf  |
| Monte Hellman            | Zichzelf  |
| Werner Herzog            | Zichzelf  |
| Robert Kramer            | Zichzelf  |
| Paul Morrissey           | Zichzelf  |
| Susan Seidelman          | Zichzelf  |
| Noël Simsolo             | Zichzelf  |
| Steven Spielberg         | Zichzelf  |
| Wim Wenders              | Zichzelf  |